# Городское поселение посёлок Нижний Бестях
Городско́е поселе́ние посёлок Нижний Бестях — муниципальное образование в Мегино-Кангаласском улусе Якутии Российской Федерации.
Административный центр — пгт Нижний Бестях.

## История
Статус и границы городского поселения установлены Законом Республики Саха (Якутия) от 30 ноября 2004 года N 173-З N 353-III «Об установлении границ и о наделении статусом городского и сельского поселений муниципальных образований Республики Саха (Якутия)».

## Население
| 2010  | 2011  | 2012  | 2013  | 2014  | 2015  | 2016  |
| ----- | ----- | ----- | ----- | ----- | ----- | ----- |
| 3518  | ↘3498 | ↗3523 | ↗3600 | ↗3607 | ↗3638 | ↗3748 |
| 2017  | 2018  | 2019  | 2020  | 2021  | 2022  | 2023  |
| ↗3924 | ↗4152 | ↘4080 | ↘4079 | ↗5099 | ↗5282 | ↘5139 |

## Состав городского поселения
| № | Населённый пункт | Тип населённого пункта      | Население |
| - | ---------------- | --------------------------- | --------- |
| 1 | Нижний Бестях    | пгт, административный центр | ↘5139     |